# (1634) Ndola
(1634) Ndola est un astéroïde de la ceinture principale.

## Description
(1634) Ndola est un astéroïde de la ceinture principale. Il fut découvert le 19 août 1935 à Johannesbourg par Cyril V. Jackson. Il présente une orbite caractérisée par un demi-grand axe de 2,25 UA, une excentricité de 0,16 et une inclinaison de 7,6° par rapport à l'écliptique.

## Nom
(1634) Ndola a été nommé d'après Ndola, ville minière de Zambie et capitale régionale du Copperbelt (ce qui littéralement signifie : ceinture de cuivre). Cette région du pays est donc riche en gisements de cuivre. La citation de nommage correspondante et publiée le 1er février 1980 mentionne en effet : 

« Nommé d'après la plus importante ville minière de Zambie. »

— Minor Planet Circular 5182

## Compléments